# Prepisovalni dejavnik
Prepisovalni dejavnik (s tujko transkripcijski faktor) je beljakovina, ki je potrebna za pričetek transkripcije (prepisovanja), vendar ni del polimeraznega kompleksa. Veže razpoznavni element DNK. Preko protein-protein interakcij sodeluje z drugimi prepisovalnimi dejavniki, s transkripcijo povezanimi faktorji (TAFi) ali z RNK-polimerazo. Ločimo dva splošna tipa prepisovalnih dejavnikov:
- bazalne prepisovalne dejavnike ter
- faktorje, ki kontrolirajo izražanje posameznih genov in so zato odgovorni za uravnavanje genske ekspresije.

Prepisovalni dejavniki so potrebni za pričetek prepisovanja z določenega promotorja ali niza promotorjev. Sestavljeni so iz več funkcionalnih domen.

## Zgradba in funkcija
Najbolje preučevani prepisovalni dejavniki so transkripcijski aktivatorji. Le-ti se vežejo na regulatorna DNK-zaporedja in stimulirajo prepisovanje. Na splošno naj bi bili ti dejavniki sestavljeni iz dveh domen; ena regija proteina se specifično veže na DNK, druga pa aktivira transkripcijo z interakcijo ostalih komponent transkripcijske mašinerije. Osnovna funkcija DNK vezavne domene je »zasidranje« prepisovalnih dejavnikov na pravilno mesto DNK; aktivacijska domena nato neodvisno stimulira transkripcijo s povezovanjem ostalih beljakovin. Mnogo DNK vezavnih domen teh beljakovin je sorodnih. Domene, imenovane cinkovi prsti, vsebujejo ponovitve cisteinskih in histidinskih ostankov, ki vežejo cinkove ione in se pri tem zvijejo v »zankasto« strukturo (»prst«), ki veže DNK. Te domene so odkrili pri TFIIIA in Sp1. 
Pri evkariontih so med beljakovinami tipa vijačnica-zavoj-vijačnica tudi homeodomenske beljakovine, ki imajo pomembno vlogo pri uravnavanju genskega izražanja med embrionalnim razvojem. Dve ostali družini DNK-vezavnih beljakovin sta levcinska zadrga in beljakovine tipa vijačnica-obrat-vijačnica, ki vsebujejo DNK-vezavno domeno, ki nastane z dimerizacijo dveh polipeptidnih verig. Levcinska zadrga vsebuje 4 ali 5 levcinskih ostankov, kar rezultira v hidrofobnih stranskih verigah, ki so izpostavljene na eni strani helikalne regije. Te regije služijo kot dimerizacijske domene za dve proteinski podenoti, ki skupaj vzdržujejo hidrofobne interakcije med levcinskimi stranskimi verigami. Takoj po levcinski zadrgi je regija bogata s pozitivno nabitimi aminokislinami (lizin in arginin), ki vežejo DNK. Beljakovine vijačnica-obrat-vijačnica imajo podobno strukturo, vendar se pri njih dimerizacijski domeni tvorita s helikalnimi regijami, ki sta ločeni z zavojem. Pomembno je namreč tudi dejstvo, da različni člani teh dveh družin (levcinska zadrga in vijačnica-obrat-vijačnica) lahko dimerizirajo med seboj. Nekatere aktivacijske domene, imenovane »kisle aktivacijske domene«, so bogate z negativno nabitimi ostanki (aspartat in glutamat), drugi pa so bogati s prolinskimi in glutaminskimi ostanki. Te aktivacijske domene naj bi uravnavale transkripcijo tako, da interagirajo z bazalnimi prepisovalnimi dejavniki (npr. TFIIB ali TFIID). Tako naj bi omogočili združitev transkripcijskega kompleksa na promotor.
Geni, ki jih prepiše RNK-polimeraza II, imajo dva jedrna promotorja, TATA box in Inr-zaporedje, ki služita kot specifični vezavni mesti za transkripcijske faktorje. Ostala cis-delujoča regulatorna zaporedja služijo kot vezavna mesta za širok spekter regulatornih faktorjev, ki uravnavajo izražanje posameznih genov. Ta zaporedja se po navadi nahajajo navzgor od TATA box-a. Dve zelo pogosti zaporedji sta CCAAT in GGGCGG, imenovani GC box. V nasprotju z omenjenimi zaporedji so nekatera zaporedja oddaljena mnogo dlje od transkripcijskega začetnega mesta (včasih več kot 10 kilobaz). Ta zaporedja imenujemo »ojačevalci« (»enhancers«). Ojačevalci, tako kot promotorji, delujejo tako, da vežejo prepisovalni dejavnik, ki nato regulira RNK-polimerazo. To je možno zaradi tega, ker je DNK zvita. Vezava specifičnega transkripcijske regulatorne beljakovine z ojačevalcem regulira gensko izražanje med razvojem in diferenciacijo. Pomembno dejstvo je tudi, da ojačevalci po navadi vsebujejo multifunkcionalne elemente, ki vežejo različne transkripcijske regulatorne beljakovine. Tak primer najdemo pri imunoglobulinskem ojačevalcu